# Corythoichthys
Corythoichthys · Syngnathe
Genre
Les espèces du genre Corythoichthys, communément nommées Syngnathes, sont des poissons marins de la famille des Syngnathidae.

## Liste d'espèces
| Selon FishBase (19 mars 2014) et World Register of Marine Species (19 mars 2014) : - Corythoichthys amplexus Dawson & Randall, 1975 - Corythoichthys benedetto Allen & Erdmann, 2008 - Corythoichthys conspicillatus (Jenyns, 1842) - Corythoichthys flavofasciatus (Rüppell, 1838) - Corythoichthys haematopterus (Bleeker, 1851) - Corythoichthys insularis Dawson, 1977 - Corythoichthys intestinalis (Ramsay, 1881) - Corythoichthys nigripectus Herald, 1953 - Corythoichthys ocellatus Herald, 1953 - Corythoichthys paxtoni Dawson, 1977 - Corythoichthys polynotatus Dawson, 1977 - Corythoichthys schultzi Herald, 1953 | Selon ITIS (19 mars 2014) : - Corythoichthys amplexus Dawson & Randall, 1975 - Corythoichthys conspicillatus (Jenyns, 1842) - Corythoichthys flavofasciatus (Rüppell, 1838) - Corythoichthys haematopterus (Bleeker, 1851) - Corythoichthys insularis Dawson, 1977 - Corythoichthys intestinalis (Ramsay, 1881) - Corythoichthys nigripectus Herald in Schultz & al., 1953 - Corythoichthys ocellatus Herald in Schultz & al., 1953 - Corythoichthys paxtoni Dawson, 1977 - Corythoichthys polynotatus Dawson, 1977 - Corythoichthys schultzi Herald in Schultz & al., 1953 - Corythoichthys waitei Jordan & Seale, 1906 |

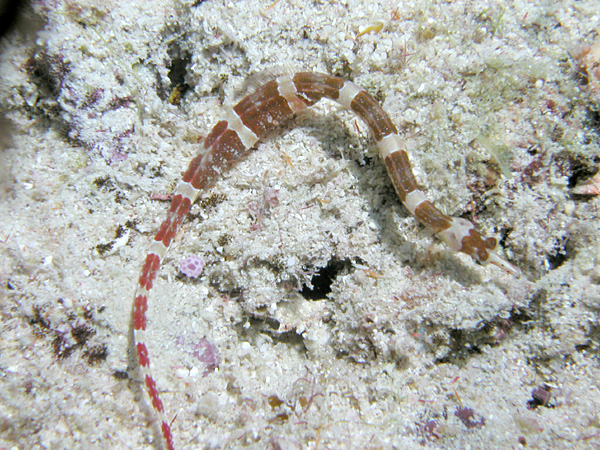
Corythoichthys amplexus
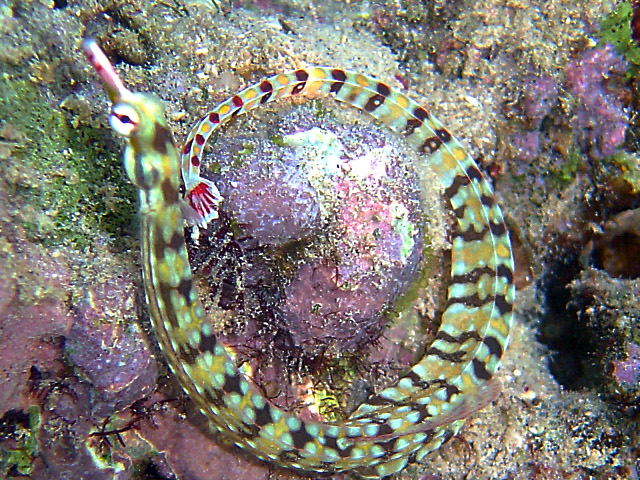
Corythoichthys flavofasciatus
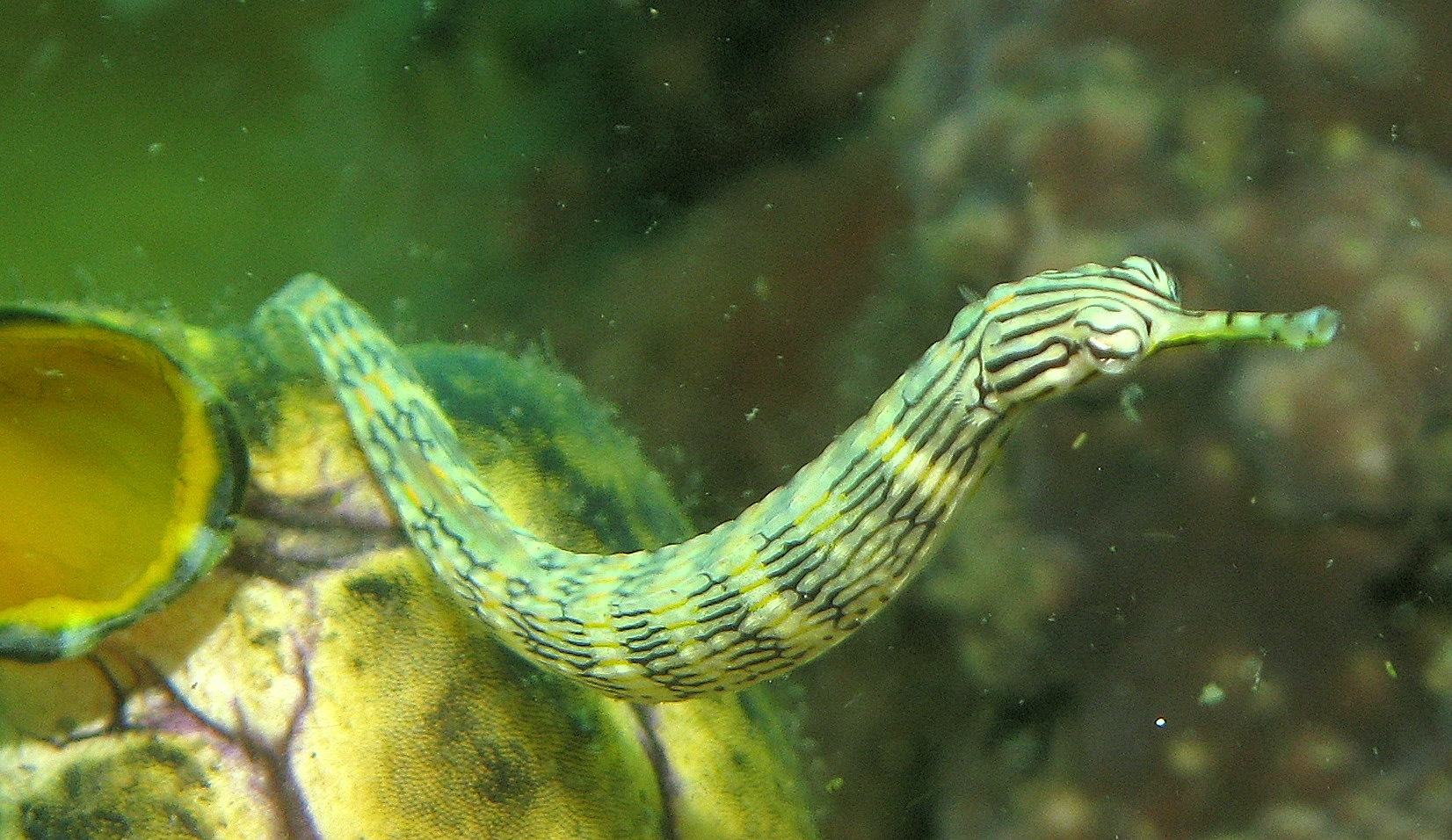
Corythoichthys haematopterus
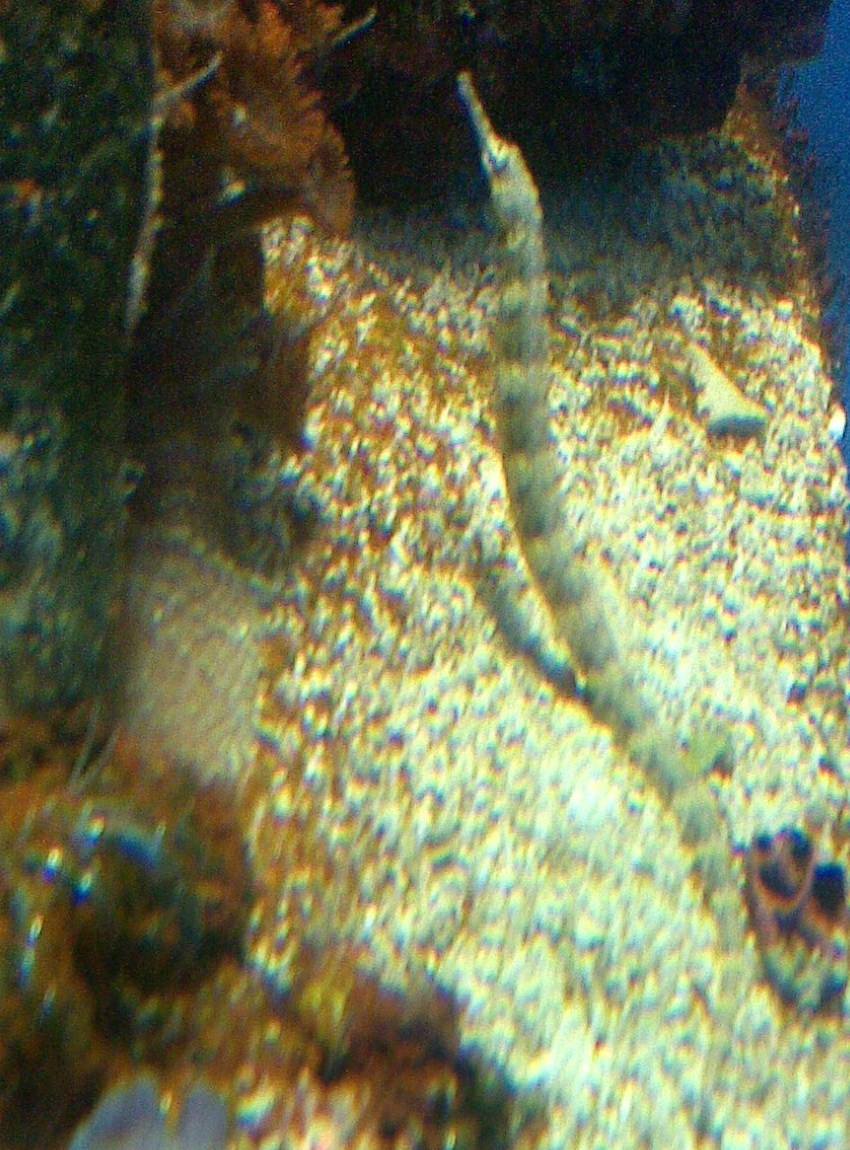
Corythoichthys intestinalis
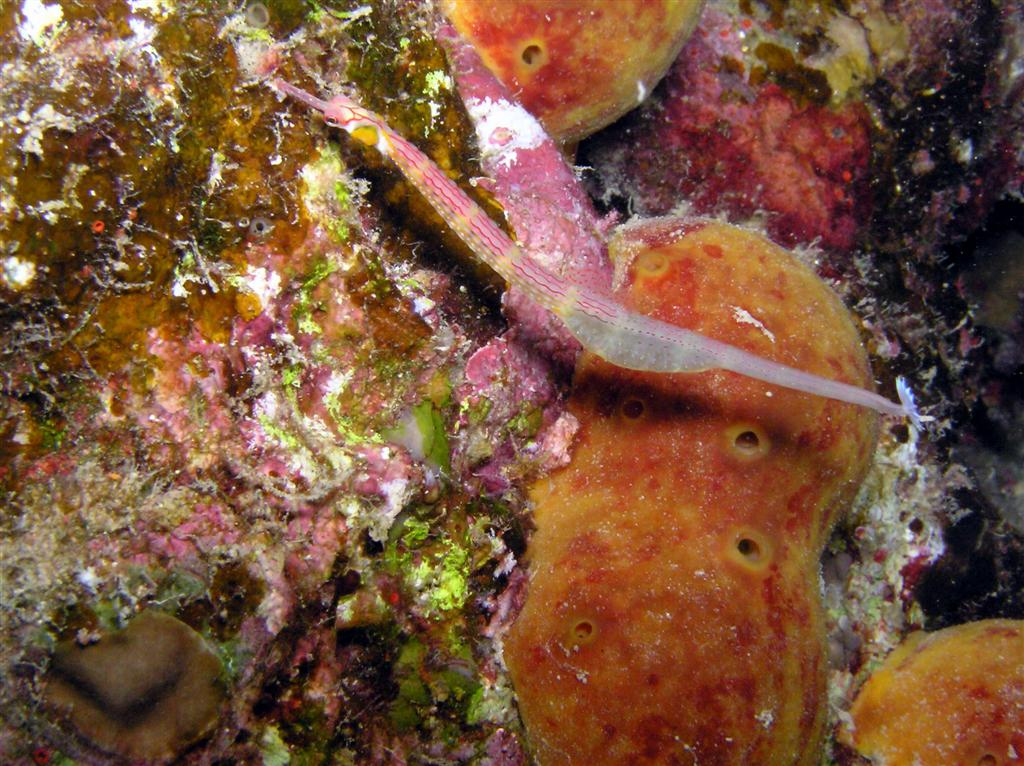
Corythoichthys nigripectus ou syngnathe à poitrine noire portant ses œufs
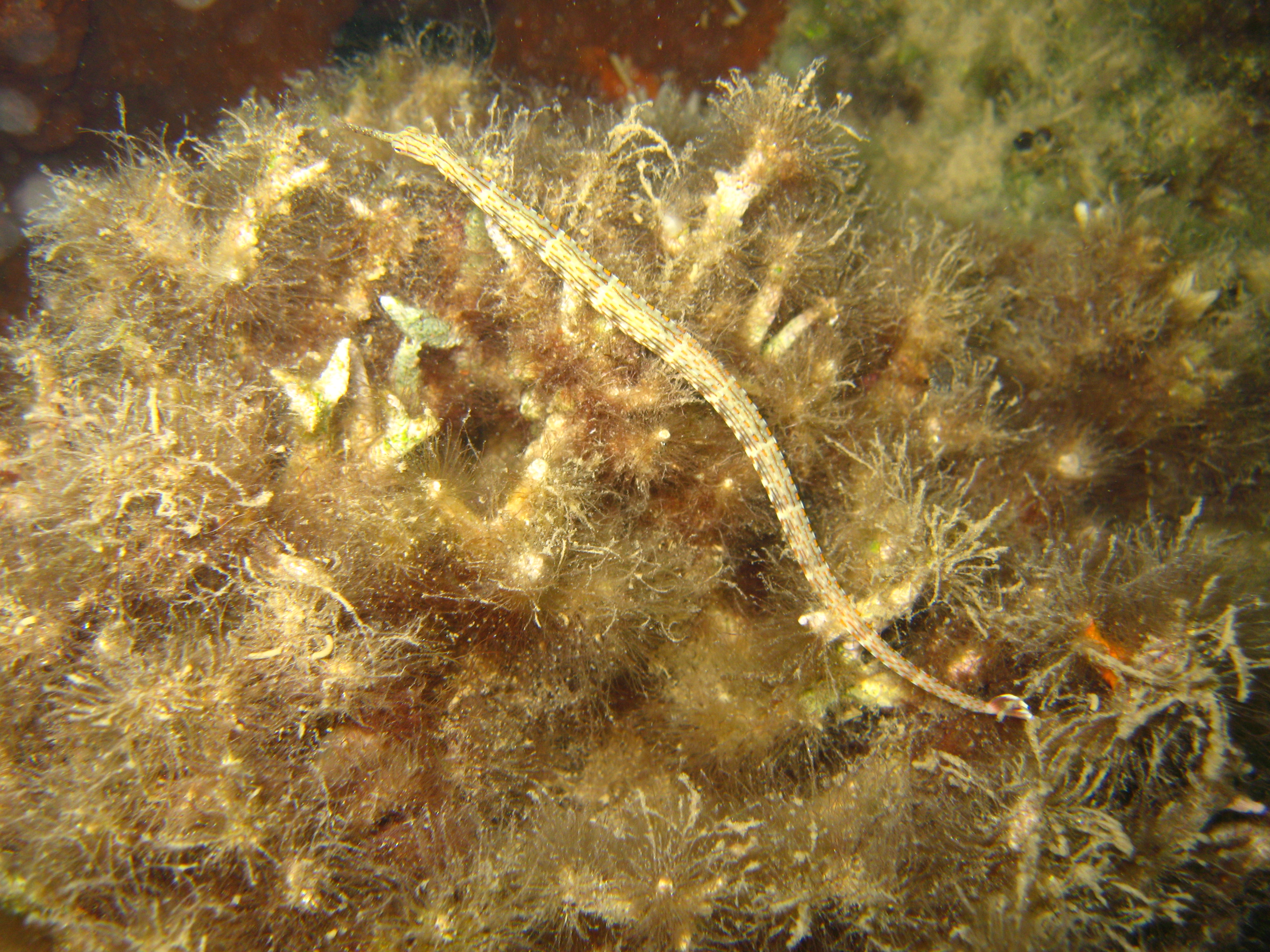
Chorythoichthys ocellatus
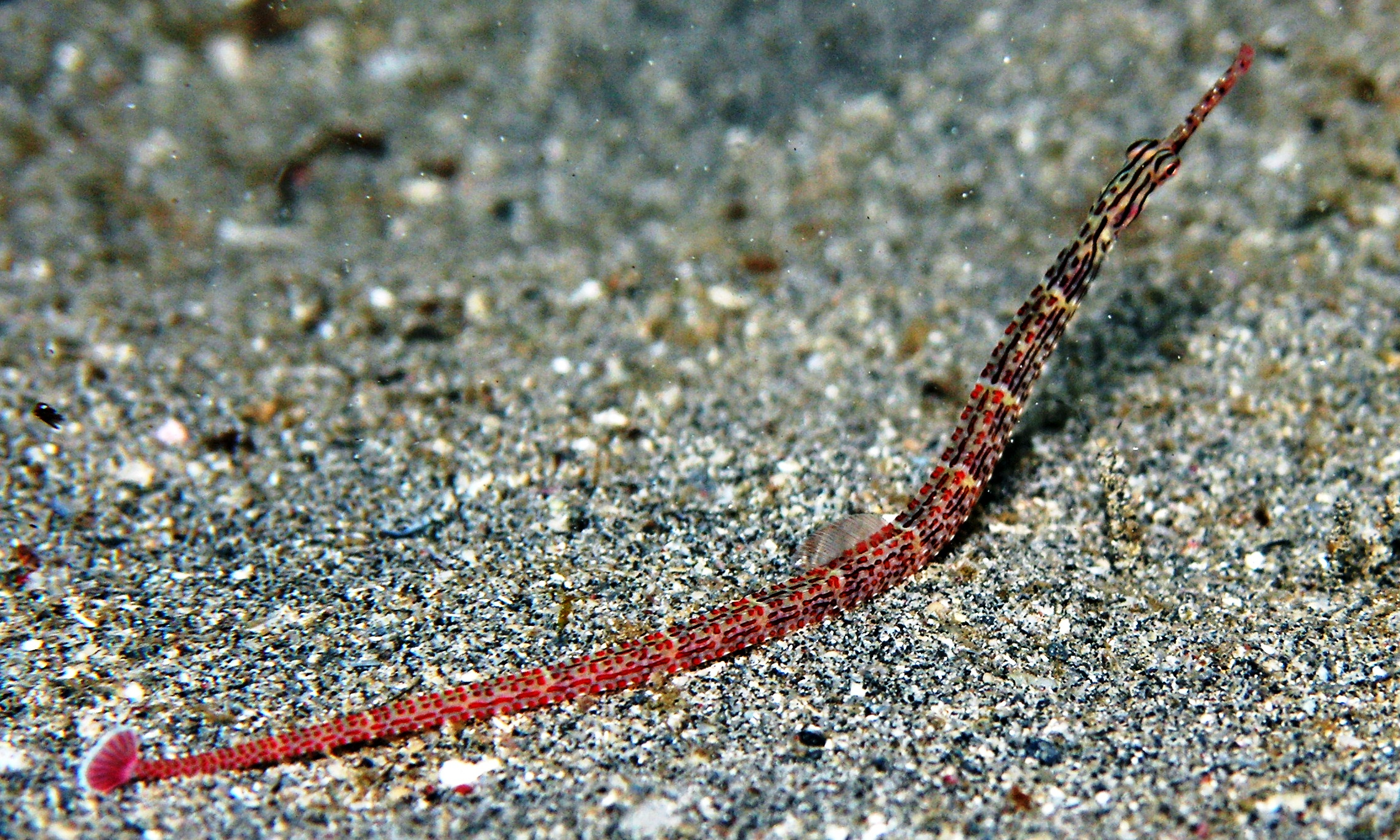
Corythoichthys schultzi ou syngnathe pointillé[4].